# Rob'n'Raz
Rob'n'Raz är en svensk musikerduo bestående av Robert Wåtz och Rasmus Lindvall. 
Efter att ha varit discjockeys under det sena 1980-talet beslöt de sig för att göra framträdanden och musik tillsammans. De arbetade med komposition, produktion, remixer, framförande och scratch. Lindwall var under lång tid förstahandsvalet när någon behövde scratch på en svensk inspelning.[källa behövs]
Bland vokalisterna/rapparna under de första åren kan nämnas Leila K och Papa Dee. Skivorna gavs då ut på skivbolaget Telegram Records Stockholm.
Remixer gjordes bland annat med Just D och Christer Sandelin. De gjorde också ett stort antal inofficiella remixer utgivna av Remixed Records. De har dessutom gjort musik till PC-spelet Safecracker från 1996. Big City Life användes som ledmotiv i filmen Sökarna.
Under 1993 var de programledare i ZTV där de höll i dans/hip hop-avdelningen Clubhopping. Senare samma år gav de ut ett album med samma namn, då under gruppnamnet Rob'n'Raz DLC med de hitflyttade amerikanerna David "D-Flex" Seisay som rappare och Lutricia McNeal som sångerska ("DLC" ska utläsas "David and Lutricia Combination").
De har senare arbetat inom TV, bland annat som domare i TV4:s Småstjärnorna.

## Diskografi

### Album
- Rob'n'Raz Featuring Leila K 1990
- Clubhopping-The Album 1992
- Spectrum 1993
- Clubhopping - The Album (International Edition) 1993
- Circus 1996

### Singlar
- "Competition Is None" (featuring Papa Dee) 1988
- "Microphone Poet" (featuring Papa Dee) 1989
- "Got to Get" (featuring Leila K) 1989
- "Rok the Nation" (featuring Leila K) 1990
- "Just Tell Me" (featuring Leila K) 1990
- "It Feels So Right" (featuring Leila K) 1990
- "Clubhopping" (DLC) 1992
- "Bite the Beat" / "6 Minutes" (DLC) 1992
- "Higher" (DLC) 1992
- "Love You Like I Do" (DLC) 1992
- "Big City Life" (DLC) 1992
- "Dancing Queen" (DLC) 1992
- "In Command" (DLC) 1993
- "Power House" (Remix) (DLC) 1994
- "Du Ska Va Gla" / "Jag Skiter" (Rob'n'Raz vs Uggla) 1994[3]
- "Mona Lisa" (featuring D-Flex) 1995
- "Whose Dog Is Dead?" (featuring D-Flex) 1996
- "Take a Ride" (featuring D-Flex) 1996
- "Throw Your Hands in the Air" (featuring D-Flex) 1996
- "The Snake" (featuring Lorén) 2005
- "My Girl" (featuring Rigo) 2007

### D-Flex solosinglar
- "Don't Disrespect" 1999
- "Friday Night" 2000
- "Always Come Back to Your Love" (Samantha Mumba feat. D-Flex) 2001